# Stan Kenton's Milestones
Stan Kenton's Milestones è un album di raccolta del pianista e caporchestra jazz statunitense Stan Kenton, pubblicato dalla casa discografica Capitol Records nel 1950.
L'album fu ripubblicato nel 1955 (Capitol Records, T-190) e conteneva quattro brani aggiunti.

## Tracce

### LP (H-190)
Lato A
1. Artistry in Rhythm – 3:18 (musica: Stan Kenton) – Registrato il 19 novembre 1943 al C. P. MacGregor Studios di Hollywood, California
2. Eager Beaver – 3:09 (musica: Stan Kenton) – Registrato il 19 novembre 1943 al C. P. MacGregor Studios di Hollywood, California
3. Collaboration – 2:39 (musica: Stan Kenton, Pete Rugolo) – Registrato il 28 febbraio 1947 al Radio Recorders di Hollywood, California
4. Peanut Vendor – 2:42 (musica: Moisés Simons) – Registrato il 6 dicembre 1947 al RKO-Pathé Studios di New York City, New York

Lato B
1. Intermission Riff – 3:13 (musica: Ray Wetzel) – Registrato il 14 gennaio 1946 al Radio Recorders di Hollywood, California
2. Concerto to End All Concertos – 6:16 (musica: Stan Kenton) – Registrato il 26 luglio 1946 al Radio Recorders di Hollywood, California
3. Artistry Jumps – 2:36 (musica: Stan Kenton) – Registrato il 30 ottobre 1945 al Radio Recorders di Hollywood, California

### LP (T-190)
Lato A
1. Artistry in Rhythm – 3:18 (musica: Stan Kenton)
2. Eager Beaver – 3:09 (musica: Stan Kenton)
3. Collaboration – 2:39 (musica: Stan Kenton, Pete Rugolo)
4. Peanut Vendor – 2:42 (musica: Moisés Simons)
5. Interlude – 3:07 (musica: Pete Rugolo) – Registrato il 22 dicembre 1947 al RKO-Pathé Studios' di New York City, New York
6. Bongo Riff – 2:05 (musica: Pete Rugolo) – Registrato il 22 dicembre 1947 al RKO-Pathé Studios' di New York City, New York

Lato B
1. Intermission Riff – 3:13 (musica: Ray Wetzel)
2. Concerto to End All Concertos – 6:16 (musica: Stan Kenton)
3. Artistry Jumps – 2:36 (musica: Stan Kenton)
4. Theme to the West – 3:08 (musica: Stan Kenton, Pete Rugolo) – Registrato il 25 settembre 1947 al Radio Recorders di Hollywood, California
5. How Am I to Know – 2:43 (musica: Jack King, Dorothy Parker) – Registrato il 28 febbraio 1947 al Radio Recorders di Hollywood, California

## Musicisti
Artistry in Rhythm / Eager Beaver'
- Stan Kenton – piano, arrangiamenti, conduttore orchestra
- Ray Borden – tromba
- John Carroll – tromba
- Buddy Childers – tromba
- Karl George – tromba
- Dick Morse – tromba
- Harry Forbes – trombone
- George Faye  – trombone
- Bart Varsalona – trombone basso
- Eddie Meyers – sassofono alto, clarinetto
- Art Pepper – sassofono alto, clarinetto
- Red Dorris – sassofono tenore, clarinetto
- Maurice Beeson – sassofono tenore, clarinetto
- Bob Gioga – sassofono baritono, clarinetto
- Bob Ahern – chitarra
- Clyde Singleton – contrabbasso
- Joe Vernon – batteria [1]

Collaboration / How Am I to Know
- Stan Kenton – piano, conduttore orchestra
- Pete Rugolo – arrangiamenti (brano: Collaboration)
- Buddy Childers – tromba
- Ray Wetzel – tromba
- Chico Alvarez – tromba
- John Anderson – tromba
- Ken Hanna – tromba, arrangiamento (brano: How Am I to Know)
- Kai Winding – trombone
- Skip Layton – trombone
- Milt Bernhart – trombone
- Harry Forbes – trombone
- Bart Varsalona – trombone basso
- Eddie Meyers – sassofono alto
- Boots Mussulli – sassofono alto
- Vido Musso – sassofono tenore
- Bob Cooper – sassofono tenore
- Bob Gioga – sassofono baritono
- Bob Ahern – chitarra
- Eddie Safranski – contrabbasso
- Shelly Manne – batteria

Peanut Vendor
- Stan Kenton – piano, conduttore orchestra
- Buddy Childers – tromba
- Ray Wetzel – tromba
- Al Porcino – tromba
- Chico Alvarez – tromba
- Ken Hanna – tromba
- Milt Bernhart – trombone
- Eddie Bert – trombone
- Harry Betts – trombone
- Harry Forbes – trombone
- Bart Varsalona – trombone basso
- George Weidler – sassofono alto
- Art Pepper – sassofono alto
- Bob Cooper – sassofono tenore
- Warner Weidler – sassofono tenore
- Bob Gioga – sassofono baritono
- Laurindo Almeida – chitarra
- Eddie Safranski – contrabbasso
- Shelly Manne – batteria
- Jack Costanzo – bongos
- Carlos Vidal – congas
- José Mangual – timbales, cowbell
- Frank “Machito” Grillo – maracas

Intermission Riff
- Stan Kenton – piano, conduttore orchestra
- Buddy Childers – tromba
- Ray Wetzel – tromba
- John Anderson – tromba
- Russ Burgher – tromba
- Bob Lymperis – tromba
- Freddie Zito – trombone
- Ray Klein – trombone
- Milt Kabak – trombone
- Bart Varsalona – trombone basso
- Al Anthony – sassofono alto
- Boots Mussulli – sassofono alto
- Vido Musso – sassofono tenore
- Bob Cooper – sassofono tenore
- Bob Gioga – sassofono baritono
- Bob Ahern – chitarra
- Eddie Safranski – contrabbasso
- Ralph Collier – batteria

Concerto to End All Concertos
- Stan Kenton – piano, conduttore orchestra, arrangiamenti
- Buddy Childers – tromba
- Ray Wetzel – tromba
- Chico Alvarez – tromba
- John Anderson – tromba
- Ken Hanna – tromba
- Kai Winding – trombone
- Harry Forbes – trombone
- Miff Sines – trombone
- Bart Varsalona – trombone basso
- Al Anthony – sassofono alto
- Boots Mussulli – sassofono alto
- Vido Musso – sassofono tenore
- Bob Cooper – sassofono tenore
- Bob Gioga – sassofono baritono
- Bob Ahern – chitarra
- Eddie Safranski – contrabbasso
- Shelly Manne – batteria[2]

Artistry Jumps
- Stan Kenton – piano, conduttore orchestra, arrangiamenti
- Buddy Childers – tromba
- Ray Wetzel – tromba
- John Anderson – tromba
- Russ Burgher – tromba
- Bob Lymperis – tromba
- Freddie Zito – trombone
- Jimmy Simms – trombone
- Milt Kabak – trombone
- Bart Varsalona – trombone basso
- Al Anthony – sassofono alto, clarinetto
- Boots Mussulli – sassofono alto, clarinetto
- Vido Musso – sassofono tenore, clarinetto
- Bob Cooper – sassofono tenore, clarinetto
- Bob Gioga – sassofono baritono, clarinetto
- Bob Ahern – chitarra
- Eddie Safranski – contrabbasso
- Ralph Collier – batteria [3]

Interlude / Bongo Riff
- Stan Kenton – piano, conduttore orchestra
- Pete Rugolo – arrangiamenti
- Buddy Childers – tromba
- Ray Wetzel – tromba
- Al Porcino – tromba
- Chico Alvarez – tromba
- Ken Hanna – tromba
- Milt Bernhart – trombone
- Eddie Bert – trombone
- Harry Betts – trombone
- Harry Forbes – trombone
- Bart Varsalona – trombone basso
- George Weidler – sassofono alto
- Art Pepper – sassofono alto
- Bob Gioga – sassofono tenore
- Warner Weidler – sassofono tenore
- Bob Gioga – sassofono baritono
- Laurindo Almeida – chitarra
- Eddie Safranski – contrabbasso
- Shelly Manne – batteria
- Jack Costanzo – bongos
- Frank “Machito” Grillo – maracas (brano: Bongo Riff)

Theme to the West
- Stan Kenton – piano, conduttore orchestra
- Pete Rugolo – arrangiamenti
- Buddy Childers – tromba
- Ray Wetzel – tromba
- Al Porcino – tromba
- Chico Alvarez – tromba
- Ken Hanna – tromba
- Milt Bernhart – trombone
- Eddie Bert – trombone
- Harry Betts – trombone
- Harry Forbes – trombone
- Bart Varsalona – trombone basso
- George Weidler – sassofono alto
- Frank Pappalardo – sassofono alto
- Bob Cooper – sassofono tenore
- Warner Weidler  – sassofono tenore
- Bob Gioga – sassofono baritono
- Laurindo Almeida – chitarra
- Eddie Safranski – contrabbasso
- Shelly Manne – batteria
- Jack Costanzo – bongos [4]